# Ligne Paris - Clermont-Ferrand
Pour les articles homonymes, voir Bourbonnais.
La ligne Paris - Clermont-Ferrand, surnommée ligne du Bourbonnais, est une des principales relations ferroviaires radiales françaises, reliant l'Île-de-France à la capitale de l'Auvergne.
Ouverte en 1858, son parcours a fluctué au fil des années. Son électrification en 1990, la mise en service des Téoz en 2003 et enfin l'ouverture de sections parcourables à 200 km/h en 2008 marquent l'histoire contemporaine de la ligne.
La ligne, exploitée par SNCF Voyageurs sous la marque Intercités depuis 2012, est conventionnée par l'État, autorité organisatrice des trains d'équilibre du territoire (TET). Elle est, en 2024, une des treize lignes TET et une des trois lignes de jour à réservation obligatoire.

## Histoire

### Des origines à la Seconde Guerre mondiale

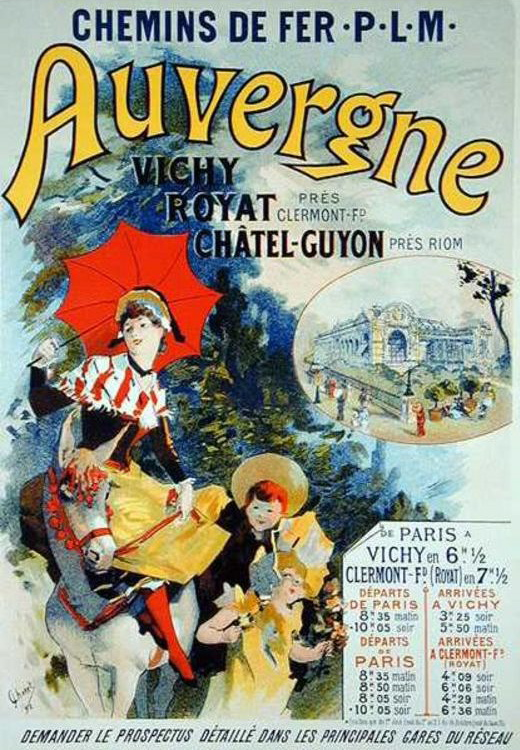
Publicité de la Compagnie des chemins de fer de Paris à Lyon et à la Méditerranée (PLM) pour les stations thermales de Vichy, Royat et Châtel-Guyon, par Jules Chéret en 1892. Il faut alors pour atteindre Vichy et pour parvenir à Clermont-Ferrand.

La liaison ferroviaire de Paris à Clermont-Ferrand est ouverte en 1858, soit relativement tard par rapport aux autres grandes radiales. Il faut un peu plus de quatorze heures trente pour relier Paris à la capitale de l'Auvergne, via Orléans et Bourges, avec un changement au Guétin (au sud de Nevers). Mais dès 1860, une relation de Paris-Austerlitz à Lyon est mise en service, avec une tranche de voitures directes pour Clermont, reliant Paris-Austerlitz à Clermont-Ferrand en onze heures trente-trois minutes. À la veille de la Première Guerre mondiale, l'amélioration de la traction et l’itinéraire via Montargis permettent de relier les deux villes en un peu plus de huit heures.
En 1931, l'ouverture de la ligne de Vichy à Riom via Randan permet d'accélérer les relations : le meilleur temps s'établit à 7 h 22 minutes. En 1934, le PLM met en service des autorails rapides Bugatti doubles, avec un service exclusivement de première classe faisant tomber le meilleur temps de parcours à 4 h 55 minutes. L'année suivante, dix minutes sont encore gagnées,,.

### De la Seconde Guerre mondiale aux années 1980
En 1956, les Bugatti laissent la place à des RGP (Rame à Grand Parcours), qui relient Paris à Clermont en tout juste quatre heures pour le meilleur train. Au service d'hiver 1968, les locomotives à vapeur 241 P et 141 R laissent la place à la traction diesel et les autorails laissent également la place aux BB 67000. Sept aller-retour quotidiens relient Paris à Clermont, avec toutefois des lacunes importantes dans la trame horaire.
L'année 1973 voit l'arrivée des puissantes CC 72000 et une grande réforme des horaires, avec pour objectif de mieux répartir les circulations, et de démocratiser davantage la desserte. Les trains 191 « Le Bourbonnais » et 195 « L'Arverne » reçoivent des voitures de deuxième classe, le train 193 « Le Thermal » voit son origine reportée de Paris-Austerlitz à Paris-Gare-de-Lyon, le train 4511 voit la suppression des tranches Vichy et Nîmes ce qui permet de raccourcir le stationnement à Saint-Germain-des-Fossés, le train 5901 est maintenu toute l'année, et un nouveau train rapide quotidien de début de soirée est créé. Le train de nuit 4515 pour Béziers comporte dorénavant une tranche de voitures directes pour Millau et une tranche pour Lyon via Saint-Étienne. Enfin, le train de nuit 5919 comporte une tranche pour Clermont-Ferrand et une tranche pour Langeac.
Le changement d'engin de traction à Moret (au sud-est de Paris) depuis l'électrification de la ligne impériale est également supprimé. Parallèlement, un relèvement des vitesses est effectué sur plusieurs tronçons, de 140 à 160 km/h, permettant de relier Paris à Clermont en 3 h 45 en moyenne, avec cinq arrêts intermédiaires, soit une vitesse commerciale de 112 km/h. La dissociation des dessertes de Nevers et Clermont profite aux deux relations, avec un parcours dorénavant sans arrêt de Paris à Nevers pour les relations long parcours. Au service d'été 1979, un nouveau train Paris-Marseille via Clermont-Ferrand et la ligne des Cévennes est créé, baptisé « Le Cévenol ». Au service d'été 1982, c'est une relation Paris-Béziers via la ligne des Causses qui est mise en service, nommée « L'Aubrac » ; ses voitures sont incorporées dans « Le Thermal » en sens impair, et au train 5958 en sens pair.
La dernière modification de tracé remonte à 1986, avec la suppression du tunnel de Saint-Pierre-le-Moûtier, en mauvais état, à la sortie sud de la gare de la commune éponyme, permettant le relèvement de la vitesse limite de 140 à 160 km/h.

### La traction électrique

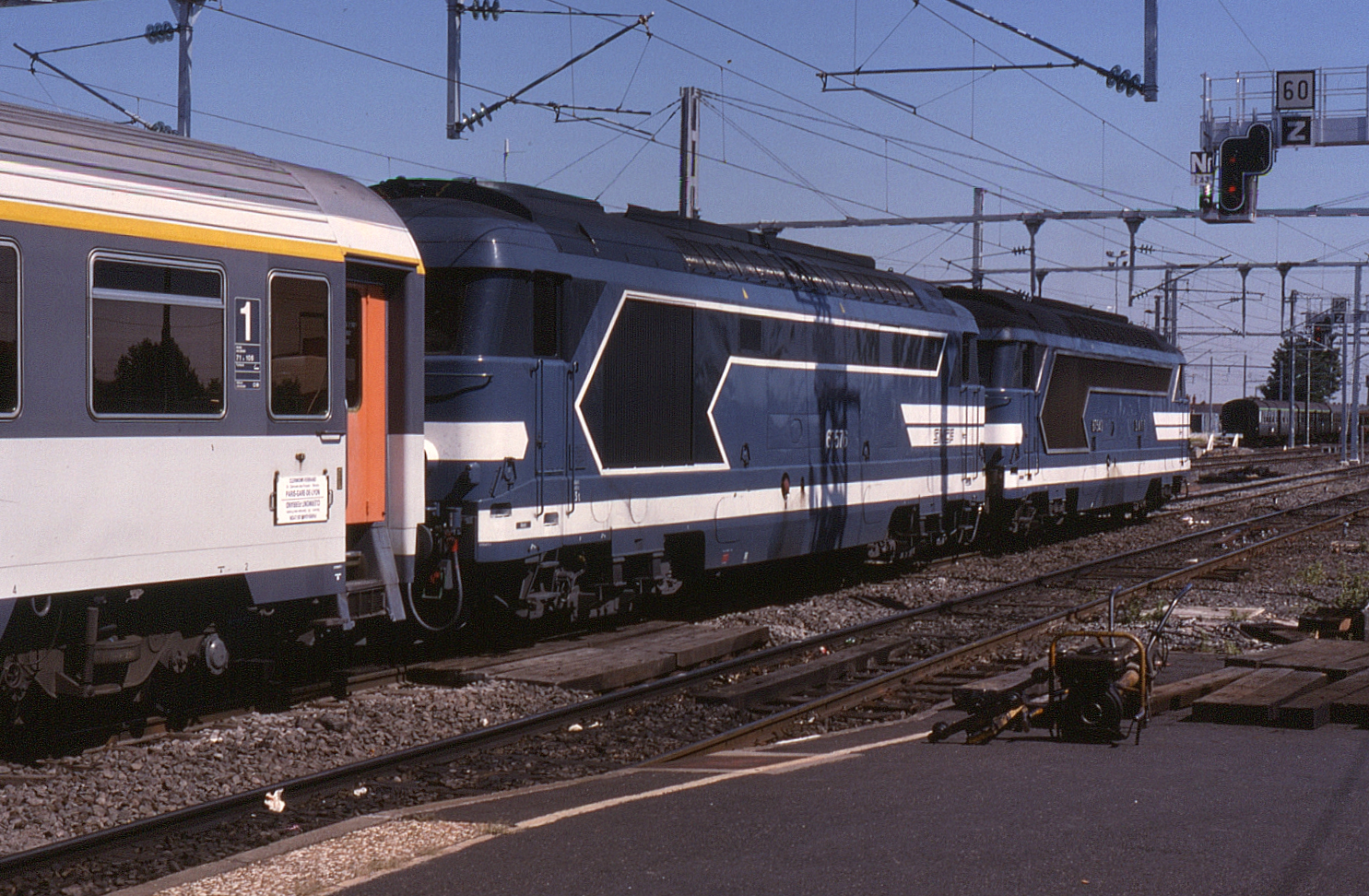
Départ d'un train pour Paris en gare de Clermont-Ferrand, assuré avec deux locomotives BB 67400, en 1989. La caténaire n'est pas encore utilisable bien que les travaux d'électrification soient achevés.

L'électrification de la ligne ne bouleverse pas fondamentalement la desserte. La mise sous tension de la ligne jusqu'à Nevers en 1988 permet de relier cette ville depuis Paris en 1 h 54 grâce aux BB 22200. Mais au-delà, le changement d'engin de traction fait perdre le léger gain de temps obtenu. Ainsi, aucun train Paris – Clermont ne pouvait descendre sous les 3 h 45. En 1989, les CC 72000 prenaient le relais des BB 22200 à Saint-Germain-des-Fossés, avec un temps de parcours identique.
La mise sous tension du tronçon entier Nevers - Clermont-Ferrand en mars 1990 permet de ramener le temps de parcours Paris - Clermont-Ferrand autour de 3 h 30. Si le gain de temps d'environ trente minutes sur 419 kilomètres n'est pas spectaculaire, la traction électrique permet en revanche d'augmenter sensiblement la charge des trains, qui peuvent alors atteindre 750 tonnes.
Les années suivantes voient l'introduction de nouvelles relations dans la trame existante. Il existait, au milieu des années 1990, six trains Paris – Clermont (dont les 195/190 « Arverne », 191/194 « Bourbonnais », 5901/5902 « Thermal » et 5957/5958 « Cévenol »). Un septième aller-retour est ajouté en 1997 par prolongement d'un Paris – Nevers. À la fin de l'année 1998, un nouveau train est créé, reliant directement Paris et Clermont sans arrêt intermédiaire (197/196), en 3 h 8, soit 134 km/h de moyenne et limité à six voitures, dénommé « Volcan ».

### Années 2000: fin des trains de nuit, Téoz et200km/h
En 2003, le train de nuit Paris - Aurillac/Millau est supprimé, pour cause d'occupation insuffisante, ce qui fait disparaître les circulations voyageurs nocturnes de la ligne.
Le 1er septembre 2003, la SNCF tente de faire oublier l'absence de TGV sur cette relation en lançant pour la première fois les Téoz. Le nouveau confort apporté par la rénovation des voitures Corail, sans aucun gain de temps particulier, est compensé par la réservation obligatoire imposant un supplément de prix d'environ 10 %. Au service d'été 2004, la moitié des relations est assurée en Téoz, à raison de quatre allers-retours quotidiens en semaine. Depuis le 9 décembre 2007, toutes les relations sont assurées avec des voitures Téoz, libérées à la suite de la mise en service de la LGV Est européenne, avec huit allers-retours quotidiens en semaine. En revanche, toutes les voitures directes au-delà de Clermont-Ferrand sont en conséquence supprimées, tout comme l'arrêt systématique en gare de Saint-Germain-des-Fossés (sauf le lundi matin et le vendredi soir).
En 2008, des relèvements de vitesse sont effectués sur cinquante kilomètres à la suite d'importants travaux d'amélioration de la ligne entrepris en 2004 dans les départements de la Nièvre et de l'Allier, dont la suppression de dix passages à niveau pour un coût de 41,2 millions d'euros. Ils permettent aux Téoz de circuler à 200 km/h sur quelques tronçons : de Saincaize à Saint-Pierre-le-Moûtier, de Villeneuve-sur-Allier à Moulins et de Moulins à Varennes-sur-Allier. Le gain de temps obtenu — six minutes — permet de franchir symboliquement la barre des trois heures, avec une marche sans arrêt en 2 h 59 minutes. En termes d'infrastructure, la voie a dû être relevée de dix à quinze centimètres par ajout ou renouvellement de ballast et les traverses en bois ont été remplacées par des traverses en béton « afin d'assurer une meilleure portance de la plate-forme ». Des travaux supplémentaires ont été effectués en 2013 pour prolonger un tronçon à 200 km/h de Varennes-sur-Allier à Saint-Germain-des-Fossés. Des passages à niveau ont dû être supprimés. Enfin, d'autres travaux prévoient des relèvements de vitesse entre Vichy et Clermont-Ferrand (incluant la suppression de passages à niveau).

### Années 2010: relégation des trains en gare de Paris-Bercy
En 2010, il existait huit allers-retours quotidiens entre Paris-Gare-de-Lyon et Clermont-Ferrand en semaine, et six les samedis et dimanches, sous l'appellation Téoz. Plusieurs trains Intercités circulant uniquement entre Paris et Nevers complètent la trame : en semaine, sept Paris - Nevers et huit Nevers - Paris, marquant notamment des arrêts à Montargis, Gien et Cosne-sur-Loire.
Le 12 décembre 2010, jour du début du service annuel 2011, les Paris-Clermont sont relégués en gare de Bercy, en prévision des travaux en gare de Lyon et de l'arrivée des TGV Rhin-Rhône, consécutifs à la mise en service de la LGV Rhin-Rhône. La décision du report du terminus parisien de ces trains est vécu en région comme un déclassement et suscite de fortes réactions locales. Les trains reviennent provisoirement en gare de Lyon entre le 3 juillet et le 10 décembre 2011. Mais le 11 décembre 2011 (début du service annuel 2012), les Paris-Clermont sont remis en gare de Bercy.
L'une des raisons de la relégation de ces trains en gare de Bercy est que la SNCF « ne veut plus voir de trains avec locomotives » (mais seulement des trains avec locomotive « incorporée », type TGV ou rame Oxygène) dans l'emprise de la gare de Lyon. En effet, la mise en place des locomotives dans cette gare saturée gêne son fonctionnement très tendu aux heures de pointes. Un retour des Paris – Clermont-Ferrand en gare de Lyon ne pourrait donc être possible qu'avec le remplacement du train par des rames type Oxygène. Mais même ainsi équipée, cela est difficilement envisageable en raison de la saturation de la gare de Lyon. Finalement, le plus grand défaut des trains à Bercy est surtout la non connexion directe de la gare avec le réseau métropolitain (il faut sortir de la gare et marcher quelques centaines de mètres jusqu'à la bouche de métro).

### Un schéma directeur pour améliorer la ligne
Un schéma directeur a été élaboré en 2018 pour améliorer la ligne sur différents points, notamment l'infrastructure et le matériel roulant, à l'horizon 2025, avec quatre scénarios proposés (il était envisagé la suppression du train direct entre Paris et la capitale auvergnate au profit de la création d'un neuvième aller-retour) :
- un scénario 1, avec neuf allers-retours dont deux directs dans le sens Paris – Clermont-Ferrand (et un dans le sens inverse) : cette option permettrait, pour la SNCF, « un renforcement de l'offre, un rééquilibrage des horaires [et] une amplitude horaire accrue » mais « une dégradation atténuée du bilan économique » avec une augmentation des dépenses de 5 % pour 2,6 % de recettes en plus;
- un scénario 1 bis, avec neuf allers-retours desservant les quatre gares du parcours (Nevers, Moulins, Vichy et Riom), présentant « une offre accrue le matin » mais « une dégradation moindre du bilan économique » malgré une absence de train supplémentaire le vendredi ;
- un scénario 1 ter, variante du scénario 1 bis avec cadencement ;
- un scénario 2, avec dix allers-retours, cette option, qui a la faveur de la métropole clermontoise, présente un bilan économique dégradé (+4,8 % de recettes pour +12,7 % de dépenses).

Ces scénarios ne satisfont pas Martine Guibert, vice-présidente du conseil régional d'Auvergne-Rhône-Alpes chargée des transports, qui estime que la ligne doit être « modernisée de manière plus importante » avec un temps de parcours réduit à « 2 h 30 ou 2 h 40 ».
Ce schéma directeur prévoit un investissement de 760 millions d'euros pour la régénération de l'infrastructure entre 2015 et 2025 ; les deux tiers concernent les voies et appareils de voie, le tiers restant concerne la signalisation, les ouvrages d'art et la caténaire.
Le 14 juin 2019, les élus du Puy-de-Dôme ont pris connaissance de ce schéma définissant « le programme d'investissement et les futurs horaires de la ligne à l'horizon 2025 ». Il débouche notamment sur la création d'un neuvième aller-retour et la conservation du train direct, ainsi qu'un gain de temps de dix minutes pour les trains à quatre arrêts intermédiaires,, ainsi que l'acquisition de nouvelles rames pour 350 millions d'euros.

## Infrastructure

### Lignes traversées

#### Une relation empruntant cinq lignes différentes
La relation commerciale ne constitue pas une ligne au sens infrastructure ou historique puisqu'elle emprunte successivement plusieurs lignes ou tronçons de lignes à l'histoire spécifique :
- la section de Paris-Gare-de-Lyon à Moret-Veneux-les-Sablons de la ligne de Paris-Lyon à Marseille-Saint-Charles, dite « artère impériale » ;
- la section de Moret à Saint-Germain-des-Fossés de la ligne de Moret - Veneux-les-Sablons à Lyon-Perrache ;
- la section de Saint-Germain-des-Fossés à Vichy de la ligne de Saint-Germain-des-Fossés à Darsac ;
- la ligne de Vichy à Riom ;
- la section de Riom - Châtel-Guyon à Clermont-Ferrand de la ligne de Saint-Germain-des-Fossés à Nîmes-Courbessac.

La bifurcation de Moret-sur-Loing est une bifurcation à niveau, sans saut-de-mouton au niveau de la gare de Moret-Veneux-les-Sablons.

#### Itinéraires alternatifs
Outre l'itinéraire habituel, certains trains ont parfois emprunté des itinéraires alternatifs :
- entre Paris et Montargis, par la ligne de Villeneuve-Saint-Georges à Montargis : cet itinéraire alternatif est créé en 1867, après l'ouverture des sections de Corbeil-Essonnes à Maisse en 1865 puis de Maisse à Montargis en 1867[RP 6] ; la liaison de Malesherbes à Montargis ferme au trafic voyageurs en 1971[RP 7] ;
- entre Paris et Saincaize, par les lignes de Paris-Austerlitz à Bordeaux-Saint-Jean, des Aubrais à Montauban et de Vierzon à Saincaize : c'est d'abord par ces lignes que Paris et Clermont-Ferrand sont reliées par le rail, avec l'ouverture, sur la ligne de Moret - Veneux-les-Sablons à Lyon-Perrache, des sections de Saincaize à Moulins puis Varennes-sur-Allier en 1853, Saint-Germain-des-Fossés en 1854 et, sur la ligne de Saint-Germain-des-Fossés à Nîmes-Courbessac, Clermont-Ferrand via Gannat en 1855[RP 6] ;
- entre Moulins et Clermont-Ferrand, par la ligne de La Ferté-Hauterive à Gannat : dernière ligne construite par le PLM et ouverte en 1932, cet itinéraire de dédoublement passant par Saint-Pourçain-sur-Sioule permet d'éviter le nœud ferroviaire encombré de Saint-Germain-des-Fossés, mais a surtout servi au transit des trains de marchandises[RP 8] ;
- entre Saint-Germain-des-Fossés et Riom, par la ligne de Saint-Germain-des-Fossés à Nîmes-Courbessac : il s'agit de l'itinéraire historique, passant par Gannat, dont la section de ladite ligne a été mise en service en 1855. L'ouverture de la ligne de Vichy à Riom en 1931 a permis aux trains express Paris – Clermont-Ferrand d'utiliser la nouvelle ligne, malgré une pente de 11 ‰, que n'empruntent pas encore les trains de nuit Paris – Nîmes et les trains de marchandises, qui nécessitaient alors un renfort de traction[RP 8]. La section de Saint-Germain-des-Fossés à Gannat n'est plus utilisée que pour le trafic marchandises (et exceptionnellement voyageurs[Note 1], notamment en cas d'incident[Note 2] ou de travaux sur l'itinéraire par Vichy) ; celle de Gannat à Riom a été mise à voie unique en 1991 avec un évitement à Aigueperse[RP 3].

### Électrification
Le projet d'électrification de la relation (353 kilomètres entre Moret-sur-Loing et Clermont-Ferrand), décidée lors du Comité interministériel d'aménagement et de développement du territoire (CIAT) de mai 1982, a pour objectif de désenclaver le Massif central et le Nivernais en réduisant le temps de trajet pour les voyageurs. Bien que la SNCF ait eu une préférence pour l'électrification de l'itinéraire via Vierzon, Bourges et Saincaize, qui permettait un meilleur phasage du projet et une plus forte rentabilité, les pouvoirs publics ont considéré comme inacceptable l'absence d'amélioration apportée à la desserte du Nivernais.
Outre la section de Paris-Gare-de-Lyon à Moret-Veneux-les-Sablons, déjà électrifiée en 1,5 kV depuis le début des années 1950, l'électrification de la radiale, dont les travaux s'étalent sur six ans à partir de 1984, se déroule en trois étapes :
- entre Moret et Saincaize, les 8 et 9 mars 1988 : en 1,5 kV courant continu entre la bifurcation de Moret et le point kilométrique 123,550, puis en 25 kV 50 Hz jusqu'à la gare de Saincaize[RP 3]. Le train inaugural de l'électrification a été assuré par la BB 22310[RP 3] ;
- entre Saincaize et Saint-Germain-des-Fossés, le 19 mai 1989 ; le train inaugural de cette deuxième partie de l'électrification a été assuré par la BB 22400[RP 3] ;
- entre Saint-Germain-des-Fossés et Clermont-Ferrand par Vichy, le 22 mars 1990 ; cette troisième et dernière phase d'électrification comprend également l'embranchement particulier des eaux de Volvic (ligne de Riom à Châtelguyon) et quelques voies du triage des Gravanches[RP 3].

La BB 26008 a assuré le train inaugural de l'électrification de la ligne jusqu'à Clermont-Ferrand, transportant le président de la République François Mitterrand.
L'opération s'est élevée à 397 millions d'euros, aux conditions économiques de 2004.
La ligne est alimentée par sept sous-stations : une près de Nemours (1,5 kV), une près de Dordives (1,5 kV), une troisième à Amilly, section de séparation avec le 25 kV, puis quatre autres sous 25 kV, à Neuvy-sur-Loire, Fourchambault, Billy et Clermont-Ferrand.

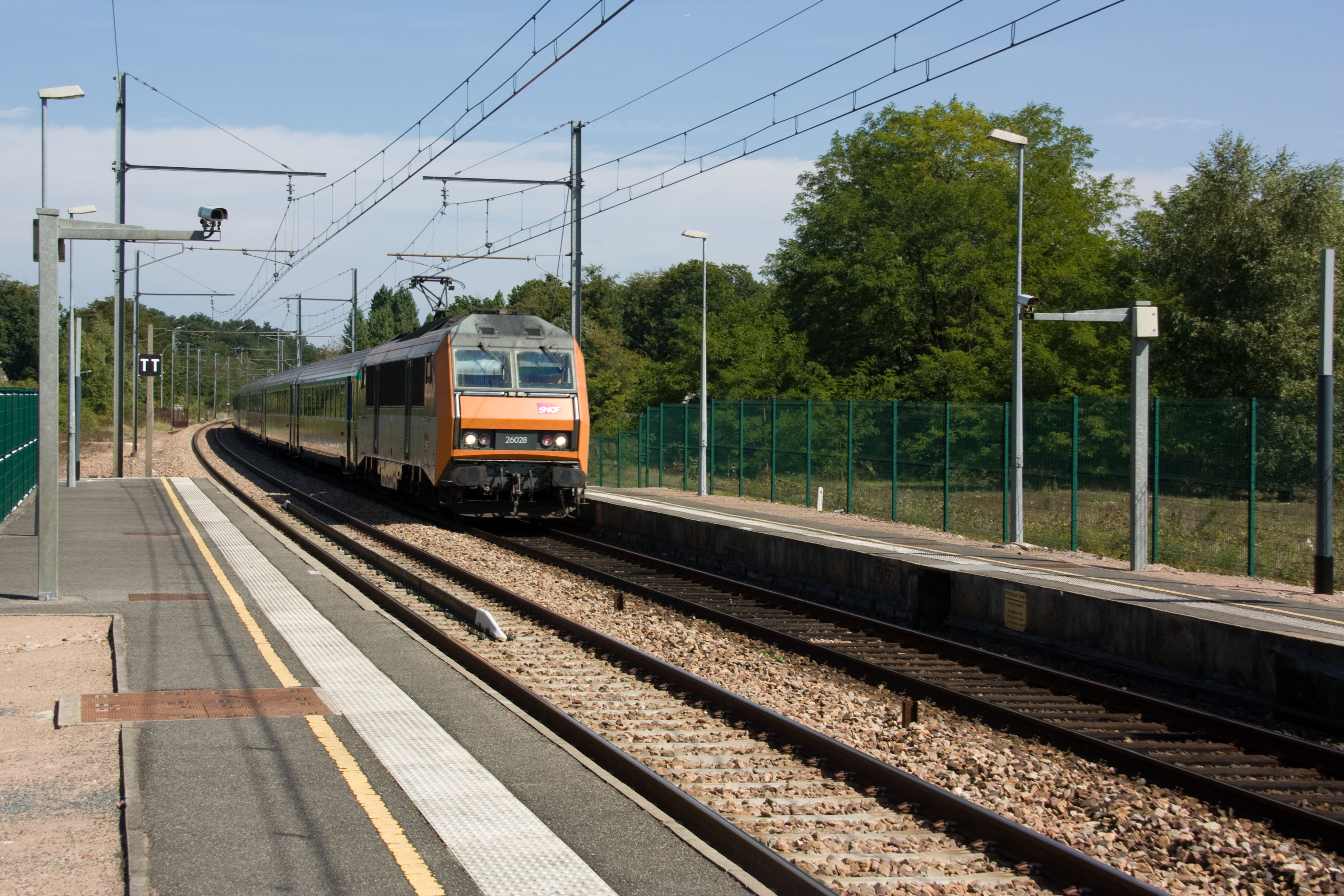
1,5 kV CC en gare de Bourron-Marlotte - Grez en 2010.
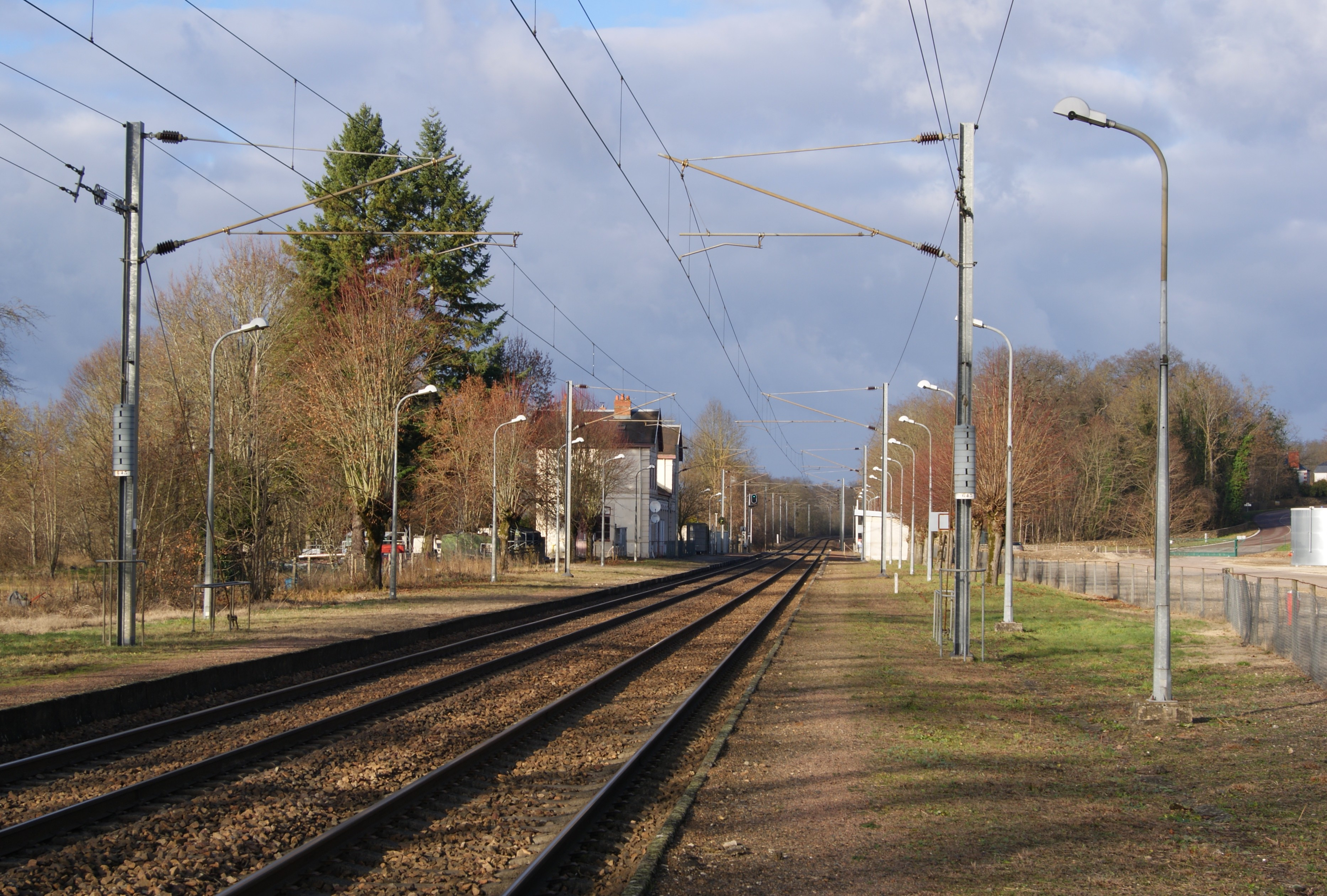
25 kV 50 Hz, halte de Tracy-Sancerre, 2011.
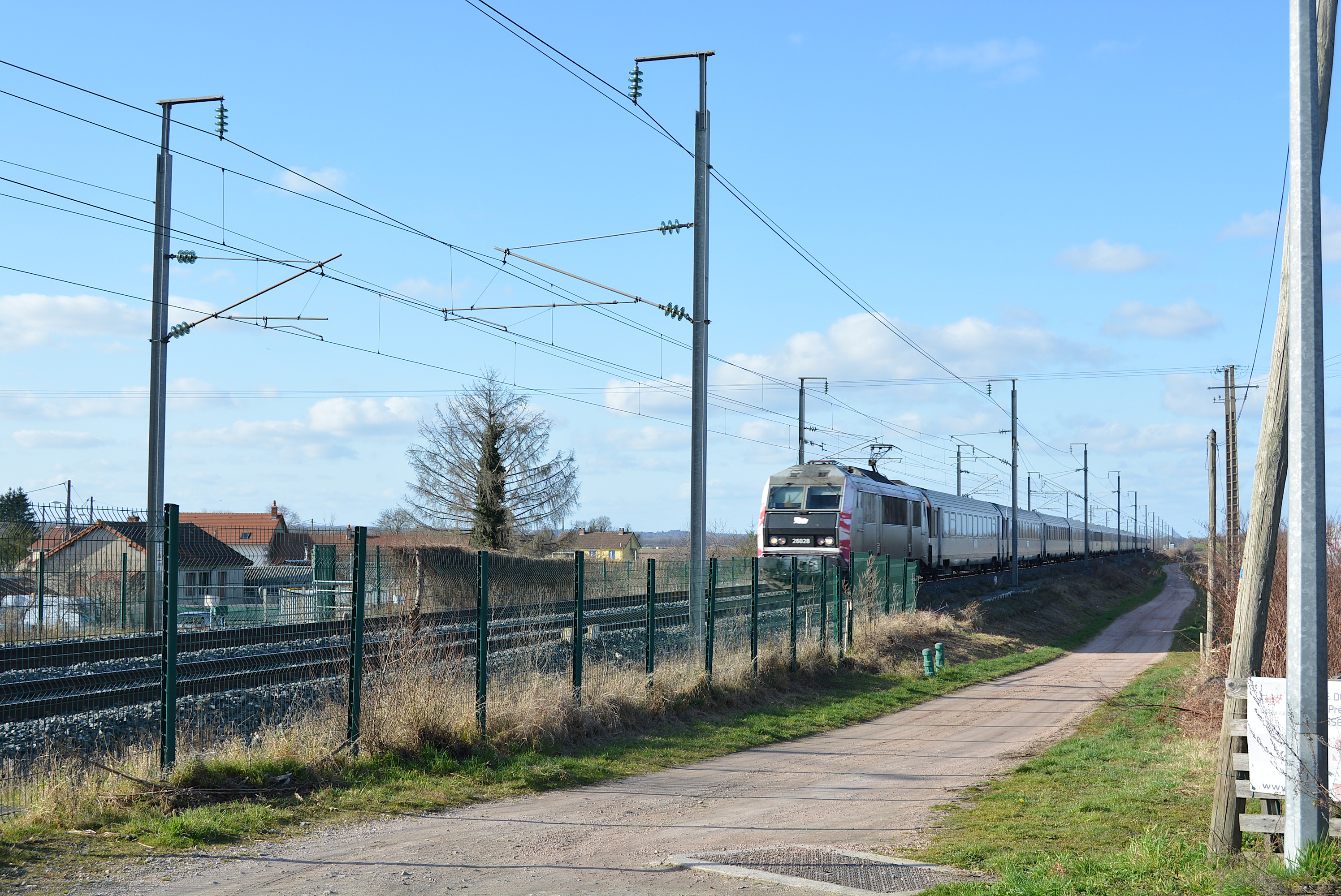
2 × 25 kV 50 Hz à Varennes-sur-Allier en 2022.
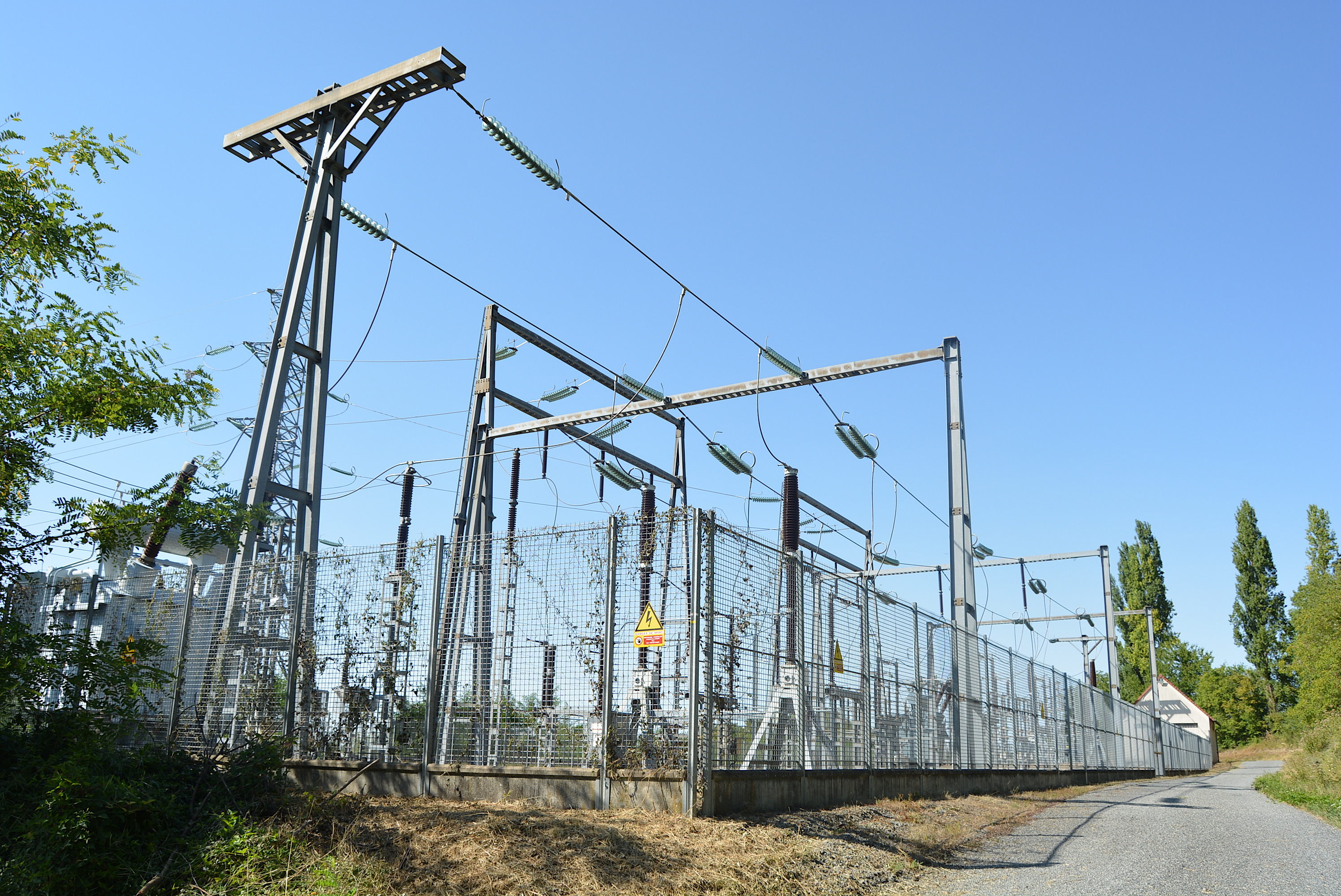
Une des sous-stations sur la ligne (Billy, 2022).

### Signalisation
Dans la perspective de l'électrification de la radiale Paris-Clermont, une grande partie de la ligne est équipée du block automatique lumineux (BAL). Outre Paris-Moret, il est déployé sur Moret – Montargis, et progressivement de Nevers à Clermont-Ferrand jusqu'en 1986.
La section de Montargis à Fourchambault est, en revanche, équipée du block automatique à permissivité restreinte (BAPR), avec des îlots de BAL dans certaines gares.
Des installations permanentes de contre-sens (IPCS), permettant aux trains de circuler dans le sens inverse, sont présentes entre Moulins et Saint-Germain-des-Fossés et entre Riom - Châtel-Guyon et Clermont-Ferrand[réf. nécessaire]. La création d'IPCS entre Vichy et Riom est projetée après 2025, pour un coût de 40 millions d'euros (valeur 2018), sans impact sur le temps de parcours.

### Vitesses limites
Les trains peuvent circuler, pour une grande partie d'entre eux, à la vitesse limite de 160 km/h, avec des restrictions à l'approche ou au passage de certaines gares : de 100 à 140 km/h autour de Cosne, 110 à Nevers, 100 à Moulins, 100 à Saint-Germain-des-Fossés, 100 à Vichy, 120 à Randan et 90 à Riom.
La circulation des trains à 200 km/h est possible depuis le 14 décembre 2008 sur trois sections entre Saincaize et Varennes-sur-Allier puis Saint-Germain-des-Fossés (toutes situées sur la ligne de Moret - Veneux-les-Sablons à Lyon-Perrache) :
- entre les points kilométriques (PK) 267,9 (au sud de Saincaize) et 283,8 (extrémité sud de la déviation de Saint-Pierre-le-Moûtier)[RP 5] ;
- entr les PK 301,0 (Villeneuve-sur-Allier) et 311,0 (deux kilomètres au nord de la gare de Moulins)[RP 5] ;
- entre les PK 316,365 (trois kilomètres au sud de la gare de Moulins) et 339,7 (à Chazeuil, au nord de Varennes-sur-Allier)[RP 5] ; cette section est prolongée jusqu'à Saint-Germain-des-Fossés en 2013.

Le 200 km/h n'est praticable, en théorie, que sur cinquante kilomètres, ce qui ne permet de rattraper que deux ou trois minutes de retard, à cause de sections sinueuses comme à Saint-Pierre-le-Moûtier, où juste après la déviation (qui a remplacé l'ancien tunnel en 1986), une reprise d'un virage envisagée pour relever la vitesse n'a jamais été réalisé. De ce fait, la section comprise entre les PK 283,7 et 301,0 reste limitée à 160 km/h. Un relèvement de vitesse de 160 à 200 km/h n'est possible qu'après avoir supprimé des passages à niveau, ce qui a été le cas autour de Varennes-sur-Allier, mais d'autres suppressions sont à l'étude.
Sur la ligne de Vichy à Riom, le profil de la ligne entre Thuret et Riom est favorable à la grande vitesse, mais cela impose la suppression d'une dizaine de passages à niveau (dont nombreux sont sur des chemins ruraux), qui doivent être remplacés par des ponts ou des passages sous la voie ferrée.

## Exploitation

### Paris – Clermont-Ferrand, une des treize lignes TET
La ligne Paris – Clermont-Ferrand est, en 2024, une des treize lignes conventionnées par l'État, autorité organisatrice des trains d'équilibre du territoire, services reliant les grandes agglomérations entre elles non desservies par la grande vitesse.
Elle est l'une des trois lignes de jour (avec la radiale Paris – Limoges – Toulouse et la transversale Bordeaux – Marseille) où la réservation est obligatoire.
Elle est exploitée par SNCF Voyageurs sous la marque Intercités depuis 2012. De 2003 à 2012, ces trains étaient exploités sous la marque Téoz.

### Matériel roulant
La relation Paris – Clermont-Ferrand est principalement assurée par des BB 26000 et sept ou quatorze voitures Corail.

#### Locomotives

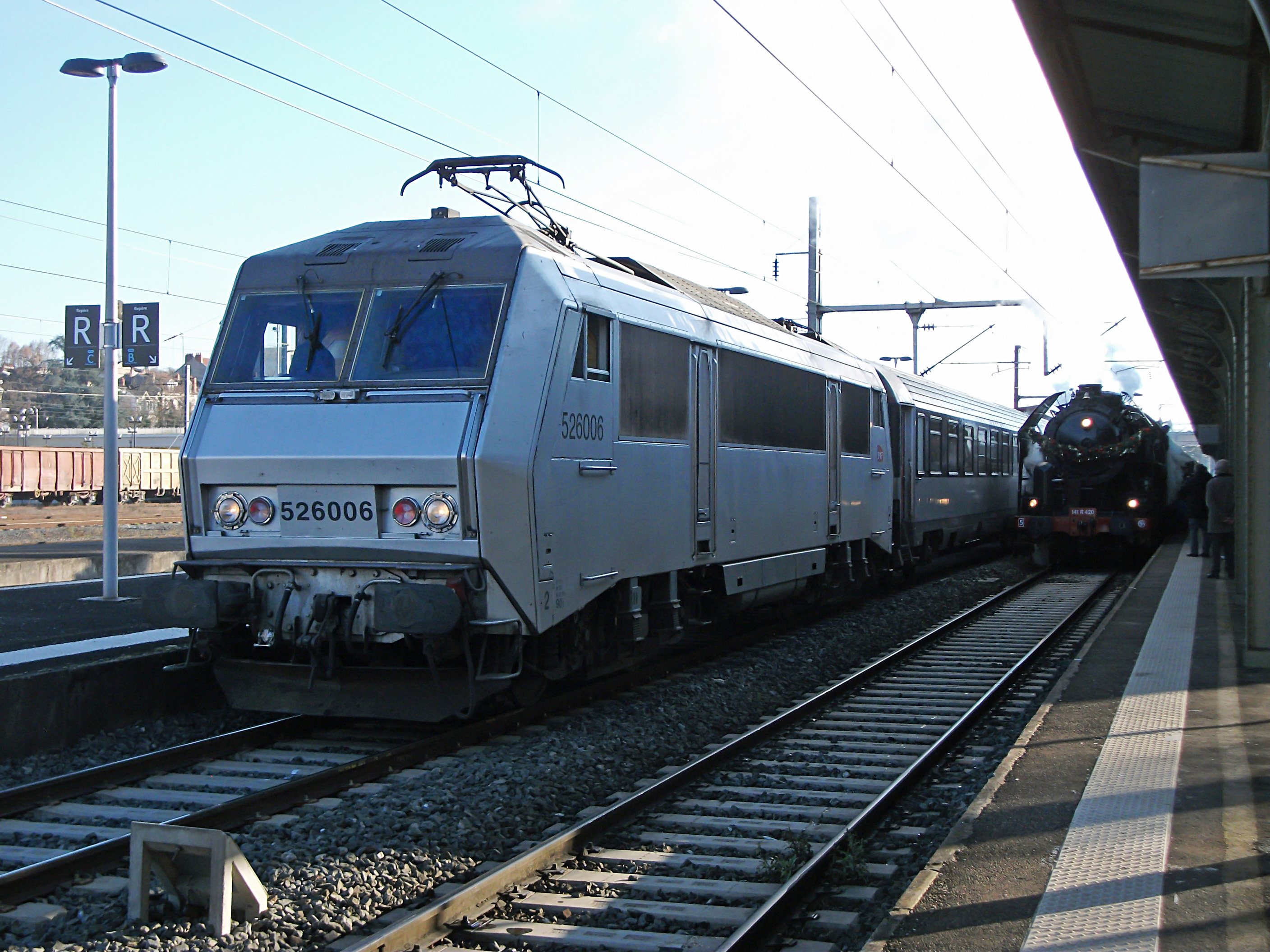
Les locomotives électriques (ici la BB 26006) et à vapeur (ici la 141 R 420 sur un train spécial) ont circulé sur la ligne du Bourbonnais (gare de Vichy, décembre 2015).

De 1925 à 1937, à l'époque du PLM, les trains de la ligne Paris – Clermont-Ferrand étaient assurés par des locomotives vapeur 231 B, D et G, 230 B, 140 E et G ou des 141 C.
À la création de la SNCF, ce sont des 231 D et G, 230 A, 141 C, D et E et 140 G qui assurent des relations entre les deux villes (en complément de relations assurées par des autorails). À la suite de l'électrification de la section de Paris-Gare-de-Lyon à Laroche - Migennes sur la ligne impériale via Brunoy (ainsi que l'itinéraire via Corbeil-Essonnes), en 1950, les locomotives à vapeur sont interdites en gare de Lyon pour les trains de la ligne du Bourbonnais ; le relais traction se fait dans les gares de Corbeil-Essonnes et de Moret où les 231 D, G et 141 P sont substituées par des locomotives électriques 2D2 9100 entre Moret et Paris. À la fin des années 1960, ne subsistaient plus que les 241 P et les 141 R.
À la fin des années 1960, les trains de la ligne du Bourbonnais sont assurés avec des BB 67300. Les CC 72000 du dépôt de Vénissieux assurent à partir de 1970 des trains rapides de première classe (Bourbonnais, Arverne) jusqu'à l'électrification progressive de la radiale.
En 1988, la ligne de Moret - Veneux-les-Sablons à Lyon-Perrache est électrifiée jusqu'à Saincaize : ce sont des BB 22200 qui assurent la partie électrique de la radiale ; l'échange de matériel avec des CC 72000 (ou des BB 67400) s'effectuant à Nevers. L'année suivante la caténaire atteint Moulins et Saint-Germain-des-Fossés, l'échange de traction se faisant désormais dans cette dernière gare ; le temps de parcours est au mieux de 3 h 45. L'électrification de la radiale Paris – Clermont-Ferrand, achevée en mars 1990, permet de relier les deux villes en 3 h 30. Les BB 22200 sont remplacées par les BB 26000, plus puissantes, et aptes à 200 km/h.

#### Matériel tracté
Dès le 26 septembre 1976, les trains Bourbonnais, Thermal et Arverne sont assurés avec des voitures Corail. Elles remplacent les voitures UIC et DEV inox.
Au début des années 2000, un projet de rénovation de plusieurs centaines de voitures Corail débouche sur un nouveau service, axé sur le confort, qui pallie l'absence de TGV sur certaines relations, dont Paris – Clermont-Ferrand. Lors de l'exposition Train Capitale, tenue à Paris en mai et juin 2003, des voitures sont présentées au public. La première rame est livrée le 28 août 2003 à Villeneuve-Saint-Georges. Inaugurée le 30 août, elle rentre en service commercial le 1er septembre.

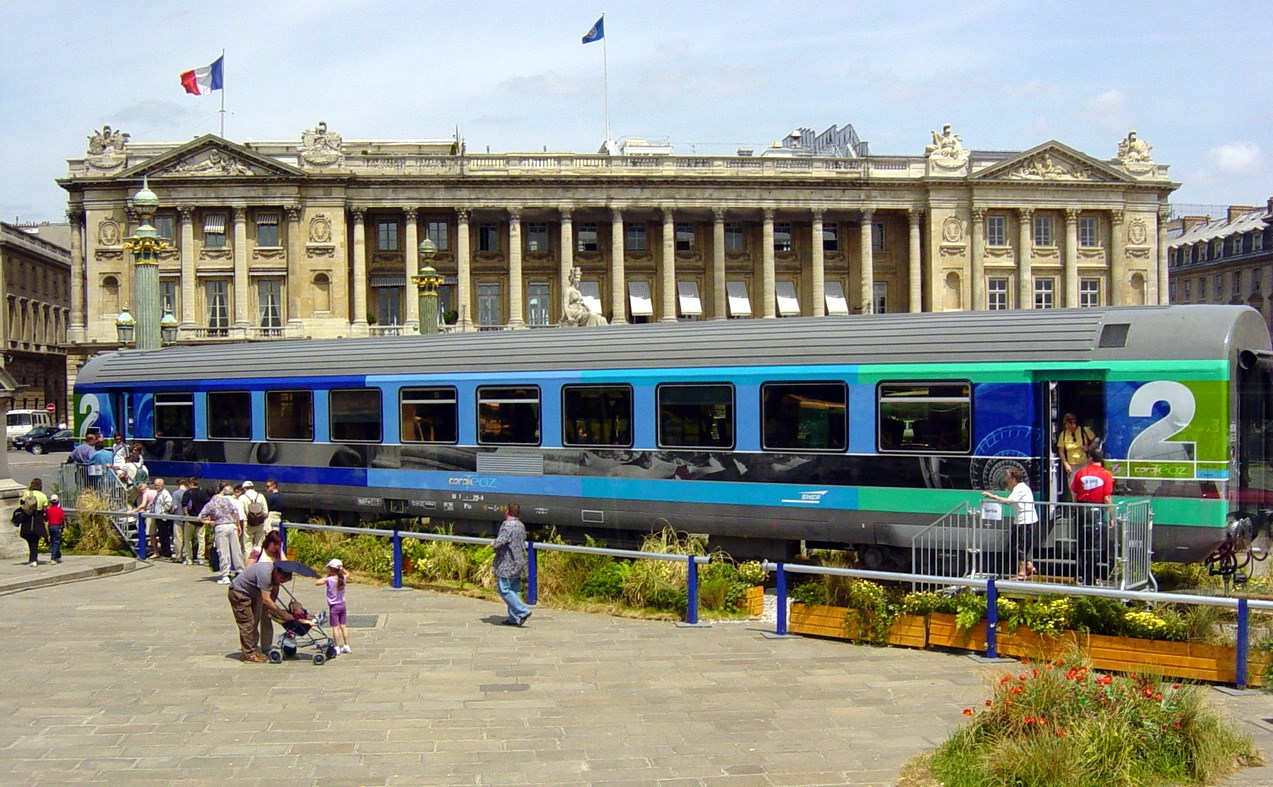
Voiture Corail de 2de classe exposée à Paris, place de la Concorde, lors de l'exposition Train Capitale, en juin 2003.
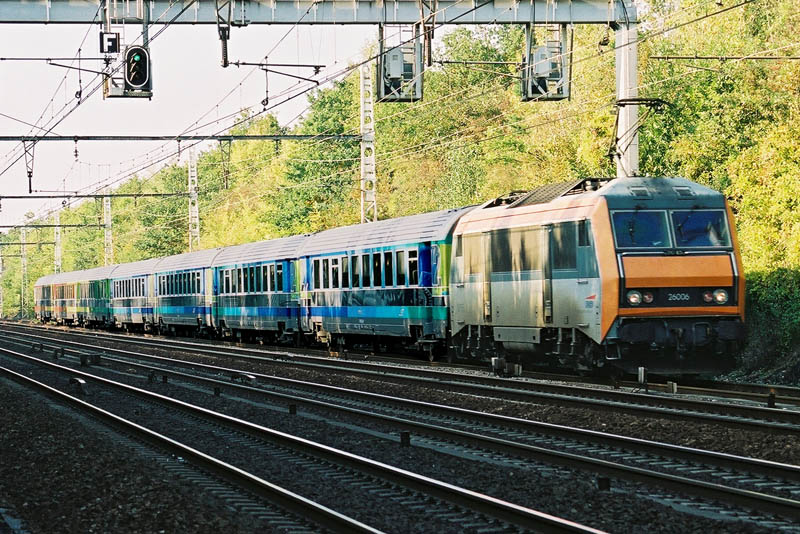
La BB 26006 tracte un coupon de sept voitures Corail Téoz, près de Vert-Saint-Denis, en octobre 2003.
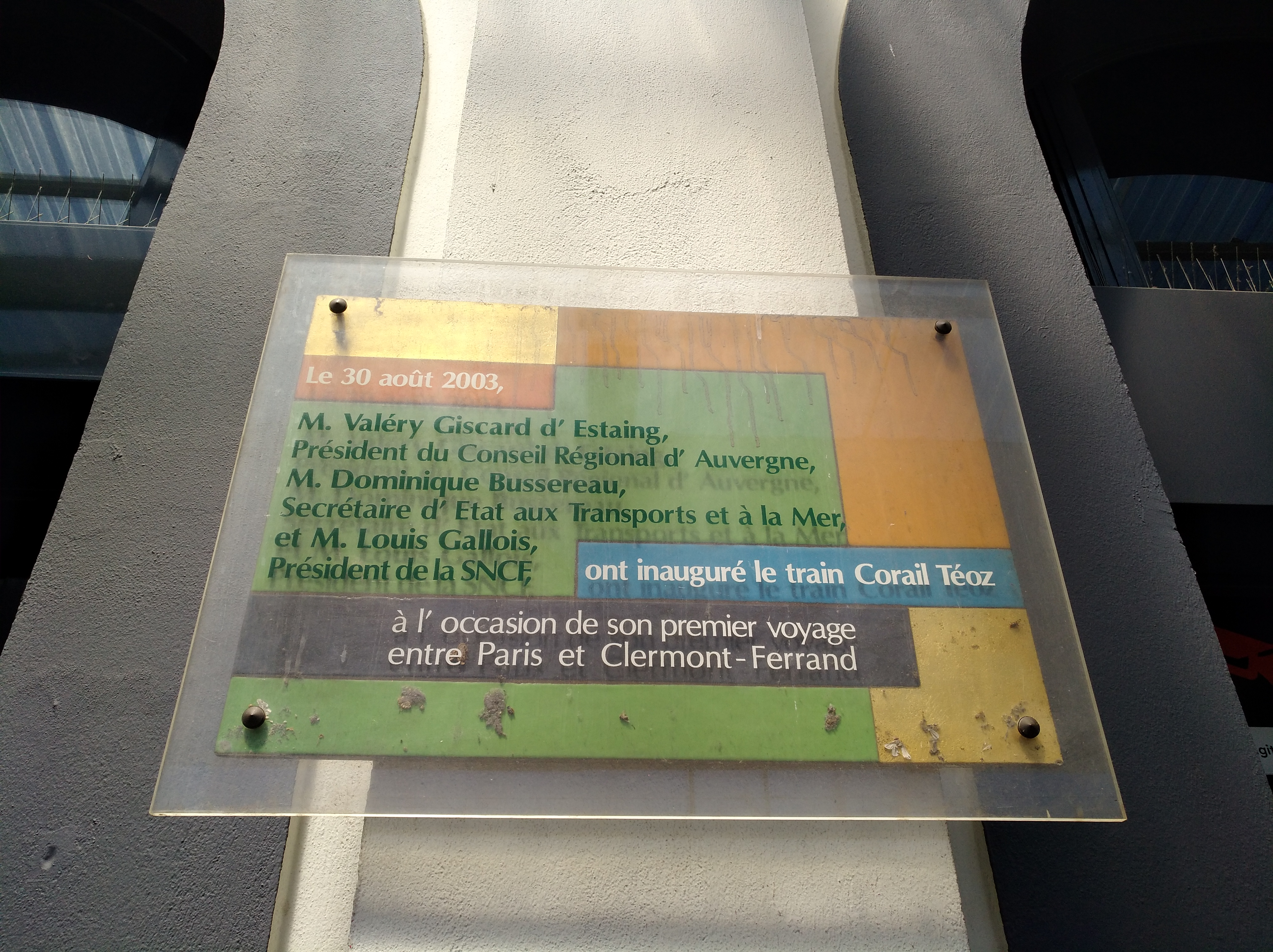
Plaque de l'inauguration du train Corail Téoz en gare de Clermont-Ferrand.

Les rames Corail Téoz sont composées de deux voitures de 1re classe (A5t2u et A8tu), d'une voiture de services (B3Su) et de quatre voitures de 2de classe (trois B9tu et une B7tu), toutes issues de la transformation d'anciennes voitures à composition différente ; les voitures de 1re classe sont orientées vers Paris[réf. nécessaire]. Elles sont toutes équipées pour circuler à 200 km/h. Leur déploiement est progressif et cohabite avec les compositions de voitures Corail Plus jusqu'en 2007.[réf. souhaitée] Depuis le service annuel 2008 (effectif à partir du 9 décembre 2007), le matériel Téoz est généralisé sur l'ensemble des relations entre Paris et l'Auvergne ; de ce fait, les relations directes vers Marseille (Cévenol) et Béziers (Aubrac) disparaissent et nécessitent désormais un changement à Clermont-Ferrand.
Fin 2012, les voitures Corail perdent la livrée Téoz au profit de la nouvelle livrée Carmillon.

#### De nouvelles rames pour améliorer le confort des voyageurs
En raison de l'âge vieillissant des voitures Corail composant les trains Intercités Paris – Clermont-Ferrand, la SNCF a envisagé un moment de les remplacer par des rames TGV Sud-Est rénovées de la ligne à grande vitesse Paris – Lyon (anciennes rames de couleur orange et gris). Lancées au début des années 1980, elles sont trop anciennes pour être exploitées à grande vitesse avec un niveau de fiabilité suffisant. La SNCF n'a pas donné suite à ce projet, trop coûteux pour un gain très faible.
Guillaume Pepy, le président de la SNCF, a annoncé le 31 mars 2014 sur SNCF La Radio, que le gouvernement avait commandé des rames nouvelles pour desservir Paris-Limoges et Paris-Clermont. Il indiquait un délai de mise en service de 24 à 36 mois sans donner plus de précision.
Le 24 octobre 2019, le conseil d'administration de SNCF Mobilités a commandé vingt-huit rames automotrices baptisées « Confort200 » à CAF France pour remplacer à l'horizon 2023 les trains Corail sur les lignes Paris – Clermont-Ferrand (et Paris – Limoges – Toulouse). Ces automotrices sont prévues pour pouvoir circuler à 200 km/h. L'une des nouvelles rames Oxygène a été présentée en gare de Clermont-Ferrand en décembre 2022. La mise en service de ces nouvelles rames sur Paris – Clermont-Ferrand (et Paris – Toulouse), entièrement accessibles aux personnes à mobilité réduite, d'une capacité de 420 places par rame (317 places en 2de classe et 103 places en 1re classe), est prévue pour 2026. Mais le 26 avril 2024, le constructeur annonce repousser la livraison des premières rames en 2027 en raison de deux problèmes techniques ; pour Laurent Wauquiez, président de la région Auvergne-Rhône-Alpes, ce retard est considéré comme une « humiliation » pour les Auvergnats.

### Offre

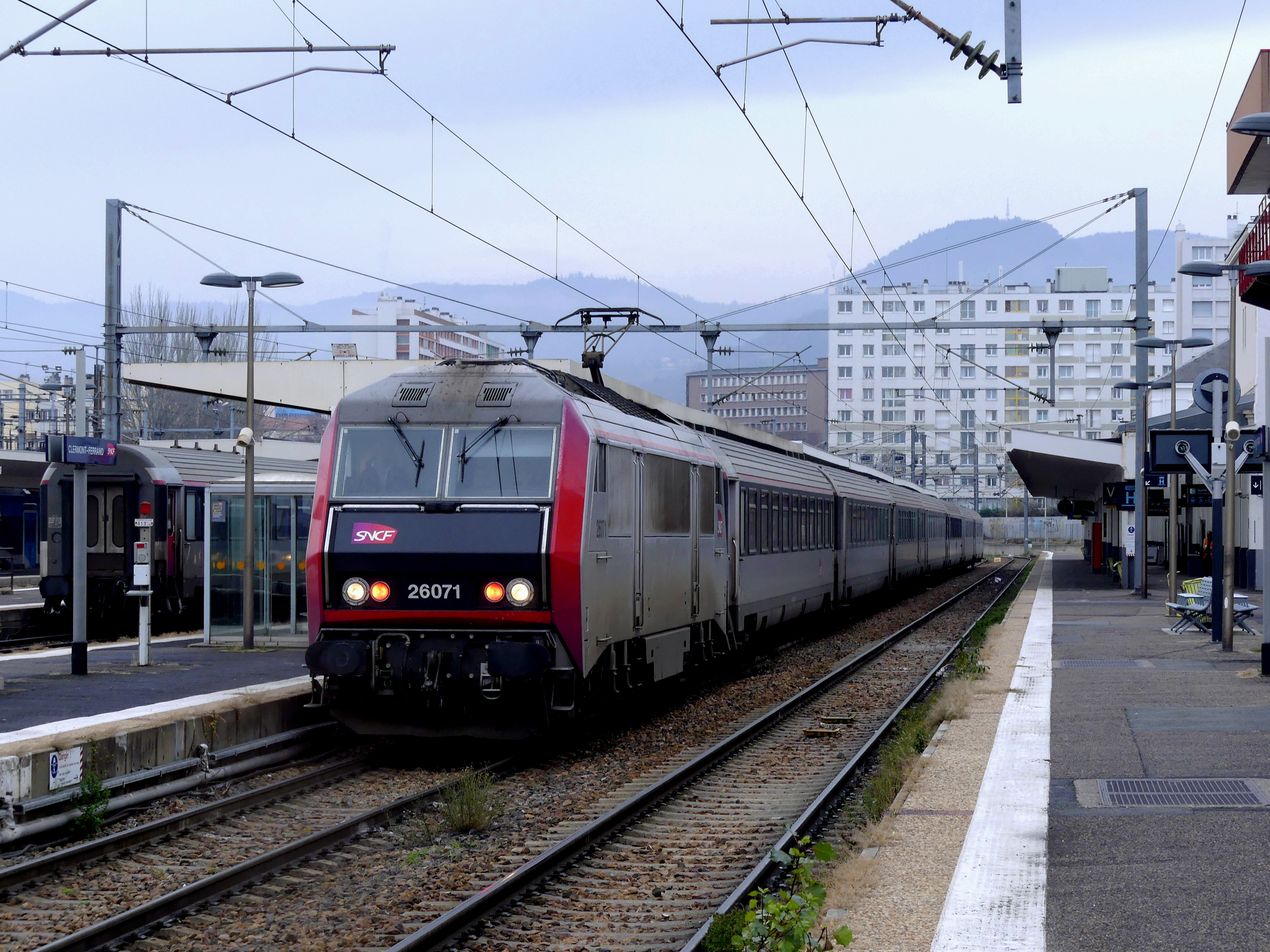
La BB 26071 au départ du train Intercités 5970 pour Paris-Bercy, en gare de Clermont-Ferrand en décembre 2018.

En 2018, il existait huit allers et retours entre Paris et la capitale auvergnate, dont un est direct. Cette circulation, introduite au changement d'horaires du 29 novembre 1998, fonctionne les jours ouvrables de base.
En 2018, lors de l'élaboration du schéma directeur de la ligne fixant les objectifs pour 2025, il était envisagé soit d'augmenter le nombre de trains directs à deux dans le sens Paris – Clermont-Ferrand, soit de le supprimer au profit d'un neuvième aller-retour desservant les quatre gares. La suppression du train direct serait « inacceptable » selon Olivier Bianchi (maire de Clermont-Ferrand et président de Clermont Auvergne Métropole) et Jean-Yves Gouttebel (président du conseil départemental du Puy-de-Dôme).
Les sept autres trains desservent quatre gares : Nevers, Moulins-sur-Allier, Vichy et Riom - Châtel-Guyon. La desserte des agglomérations intermédiaires permet de « garantir un bon accès à ces villes en assurant une desserte conséquente de leurs gares » et « prendre en compte les déplacements depuis et vers ces villes », qui représentent 41 % du trafic avec Paris et 10 % entre les gares intermédiaires.
La desserte systématique de Saint-Germain-des-Fossés est supprimée à l'occasion du changement d'horaires du 9 décembre 2007 (service annuel 2008) mais maintenue avec un arrêt assuré par un train le lundi matin et le vendredi soir.

### Temps de parcours
Les temps de parcours entre Paris et Clermont varient de 2 h 59 (pour le train sans arrêt de Paris à Clermont) à 3 h 24 pour les trains desservant les quatre gares intermédiaires du parcours. En 2018, ces temps variaient de 3 h 6 à 3 h 26, cette dégradation du temps de parcours étant liée à l'état du réseau et à la densité du trafic en Île-de-France.
Le schéma directeur de 2018 ne prévoit aucune amélioration du temps de parcours, le meilleur temps pour les trains directs étant de 3 h 6.

### Cohabitation avec les autres trains
- avec d'autres trains Intercités : plusieurs relations transversales circulent également entre Saincaize et Saint-Germain-des-Fossés, du type Nantes - Lyon, toutefois en voie de raréfaction avec le développement des TGV intersecteurs ;
- avec les trains TER : ceux de la relation Paris - Nevers, affichant un temps de parcours variant entre 2 h 13 et 2 h 55, selon le nombre d'arrêts desservis, desservent généralement les gares de Montargis, Nogent-sur-Vernisson, Gien, Briare, Cosne et La Charité-sur-Loire (cette relation a néanmoins été transférée au TER Centre-Val de Loire depuis le 1er janvier 2018[24]).

## Problèmes

### Retards
La relation ferroviaire est sujette à de nombreux retards qui peuvent parfois atteindre plusieurs heures. En 2011, cette ligne faisait partie des douze lignes « malades » ; depuis, la situation ne s'est guère améliorée, la compagnie ferroviaire reconnaissant « le manque d'investissement public à la fois sur la modernisation du réseau ferroviaire et sur le matériel roulant », avec pour conséquence des retards, souvent d'origine externe.
En 2017, le taux de régularité à dix minutes s'élevait à 85,8 %, en baisse de trois points par rapport à 2016. Cette baisse du taux s'explique principalement par des problèmes liés à l'infrastructure (travaux, dérangement d'installation), mais aussi par des causes externes.
Des retards, parmi les plus importants sur cette ligne, conjuguent plusieurs facteurs :
- le 27 juin 2019, le train parti de Paris à 17 h 57 a mis quatorze heures pour arriver à Clermont-Ferrand : le départ de Paris a été retardé à la suite d'une tentative de suicide, d'un problème de caténaire près de Montargis et de la canicule[26] ;
- le 25 juillet 2019, le train 5982, parti de Clermont-Ferrand à 17 h 26 est arrivé avec près de quatorze heures de retard à Paris à la suite d'annulations en cascade et d'arbres tombés sur la caténaire[27] ;
- le 19 juillet 2022, le train parti à 18 h 57 a accusé plus de seize heures de retard à la suite d'un incendie aux abords des voies en banlieue parisienne[28], d'une rupture de caténaire et de la canicule[29] ;
- le 19 janvier 2024, le dernier train, parti à 18 h 57 de Paris, transportant 700 voyageurs, a enregistré un retard de sept heures, causé par une panne de locomotive à Nogent-sur-Vernisson ; ces voyageurs se sont retrouvés sans chauffage dans les voitures du train ; la Croix-Rouge a même été sollicitée[30].

À la suite de cet incident, de nombreux politiques se sont insurgé de ces retards à répétition. Le ministre de la Transition écologique Christophe Béchu a annoncé convoquer le PDG de la SNCF, Jean-Pierre Farandou et a demandé, le 26 janvier, un « plan d'actions complémentaires à très court terme » pour améliorer le trafic sur la ligne. Il souligne « le caractère insupportable de [cet] incident ».
Le 23 février 2024, Christophe Béchu, ministre de la Transition écologique, Patrice Vergriete, ministre délégué aux Transports, ainsi que des dirigeants de la SNCF se sont rendus à Clermont-Ferrand pour établir un plan d'urgence pour cette ligne, avec les mesures suivantes : engrillagement des alentours de la ligne et débroussaillage, ajout d'une locomotive supplémentaire pour les derniers trains de la journée afin de réduire les temps d'attente en cas de panne et constitution d'une équipe de dépannage pour permettre une intervention plus rapide. La BB 22349, locomotive de secours stationnée à Nevers, est opérationnelle depuis le 15 mars 2024 et suit les trois derniers trains de la journée dans le sens Clermont-Ferrand → Paris et les deux derniers dans le sens Paris → Clermont-Ferrand,. Sa première utilisation, le 18 avril 2024, à la suite de la panne de la locomotive à Nogent-sur-Vernisson, a permis de réduire le retard du train 5983 (le dernier de la journée dans le sens Paris vers Clermont-Ferrand) à cinquante minutes.
Le 2 janvier 2025, le train 5978, circulant dans le sens Clermont-Ferrand – Paris, est tombé en panne à Briare, bloquant également la circulation d'un TER Nevers – Paris. La locomotive de secours est même tombée en panne, à la suite d'un problème de freins ; les voyageurs sont arrivés à Paris par autocar seulement le lendemain après 7 h 30, soit un temps de trajet supérieur à douze heures. Pour cet incident, la SNCF a indemnisé les voyageurs en remboursant les 600 voyageurs de 200 % du prix du billet.

### Associations et collectifs d'usagers défendant la ligne
Plusieurs associations réclament des améliorations sur la ligne entre Paris et Clermont-Ferrand.
L'association Signal d'Alarme est créée en septembre 2011 par Claude Malhuret, maire de Vichy, et vice-présidée par Jean-Michel Chavarochette, président de la Chambre de commerce et d'industrie de Moulins-Vichy, avec entre autres les maires de Clermont-Ferrand (Serge Godard) et Moulins (Pierre-André Périssol). Elle militait pour le maintien des trains Paris – Clermont-Ferrand en gare de Lyon et contre la relégation de ces trains en gare de Bercy.
Le collectif des usagers du train Clermont-Paris, créé en 2015, milite pour un temps de parcours en 2 h 30. Il dénonce les temps de parcours dégradés par rapport à 2008 (année du début des circulations à 200 km/h). Une pétition, lancée le 21 janvier 2023, a recueilli cinq mille signatures après un mois.
L'association Objectif Capitales, créée en 2018, regroupe les acteurs économiques du territoire (Limagrain, Michelin, CCI du Puy-de-Dôme) et des élus nationaux (députés et sénateurs auvergnats), régionaux et locaux (dont les maires de Vichy Frédéric Aguilera et de Clermont-Ferrand Olivier Bianchi). Elle veut améliorer les liaisons ferroviaires entre Clermont-Ferrand et Paris (et plus largement désenclaver l'Auvergne), et milite également pour un temps de parcours en 2 h 30 entre Paris et la capitale auvergnate. Une pétition, créée à la suite d'un retard de onze heures survenu en juin 2019, a été lancée par cette association qui réclame un « plan Marshall » de 1,5 milliard d'euros.

### Améliorations repoussées
Le 6 septembre 2019, Guillaume Pepy, président de la SNCF, et Jean-Baptiste Djebbari, secrétaire d'État chargé des transports, ont été invités à Clermont-Ferrand à l'initiative du journal La Montagne pour montrer que la ligne n'est pas abandonnée, avec des annonces financées :
- de nouveaux trains : les voitures Corail, rénovées, devraient être remplacées par un nouveau matériel (350 millions d'euros pour les liaisons Paris – Clermont-Ferrand et Paris – Limoges – Toulouse), avec une livraison prévue à partir de la fin de l'année 2023 ;
- la création d'un neuvième aller-retour ;
- des travaux d'amélioration de la régularité, tels que des renouvellements voie ballast et la création d'installations permanentes de contre-sens.

## Fréquentation
En 1988, deux millions de voyageurs ont emprunté la ligne. En 2008, le trafic voyageurs sur l'axe Paris - Clermont-Ferrand s'est élevé à 2,6 millions de voyageurs. En revanche, le trafic des seuls Téoz n'a évolué que d'1,6 million de voyageurs en 1988 à 1,7 million en 2006. L'électrification, puis le lancement des Téoz en 2003, n'apparaît donc pas comme significative dans cette croissance.
En 2019, la fréquentation de la ligne est de 1,8 million de voyageurs par an.
La grande majorité des flux sur cette ligne (90 %) concerne les liaisons entre Paris et la capitale auvergnate (49 %) ; les flux entre Paris et les quatre gares intermédiaires représentent 41 % du trafic.

## Projet de ligne à grande vitesse entre Paris et l'Auvergne
Au début des années 2010, Clermont-Ferrand demeure une des rares capitales régionales françaises non desservies par le TGV. Afin de mettre fin à l'enclavement ferroviaire du Massif central, le projet de doublement à long terme de la LGV Sud-Est, proche de la saturation, par une nouvelle ligne traversant éventuellement le centre de la France a amené les élus auvergnats à réclamer une desserte de Clermont-Ferrand par le TGV en moins de deux heures depuis Paris, et une heure depuis Lyon.
Le projet de LGV Paris - Orléans - Clermont-Ferrand - Lyon reçoit le 4 juin 2008 le feu vert du Premier ministre François Fillon. Il est inscrit dans la loi du Grenelle Environnement publiée au Journal Officiel du 5 août 2009. Désignée sous le nom de « ligne Paris―Orléans―Clermont-Ferrand―Lyon » (abrégé POCL dans la presse), sa création y est prévue dans le cadre d'un programme supplémentaire, après un premier lot de 2 000 km de LGV visant à doubler la longueur du réseau existant d’ici 2020, pour un coût total de cinquante-trois milliards d’euros. 
Mais les études ne démarrent pas et en 2018 il est décidé que la situation sera à nouveau analysée en 2028.